# Leo Lyons
Leo Lyons (Topeka, 6 maggio 1987) è un cestista statunitense.

## Carriera
Con gli Stati Uniti ha disputato i Giochi panamericani di Guadalajara 2011.

## Palmarès
- Campionato ucraino: 1

Budivelnyk Kiev: 2012-13
- Coppa di Lega israeliana: 1

Hapoel Gerusalemme: 2009
- NBDL All-Star (2012)